# Zevengebergte
Het Zevengebergte (Duits: Siebengebirge) is een laaggebergte in de Duitse deelstaat Noordrijn-Westfalen dat ten oosten ligt van de Rijn, ten zuidoosten van Bonn. De plaatsen Königswinter en Bad Honnef liggen aan de voet van het Zevengebergte, aan de Rijn. Het Zevengebergte bestaat uit meer dan 40 bergen en heuvels. Het is een vulkanisch gebergte, dat ongeveer 25,5 miljoen jaar geleden is ontstaan. Het grootste gedeelte van het Zevengebergte is onderdeel van het Naturpark Siebengebirge.
Voor het grootste deel is het Zevengebergte bedekt met bos, maar er is ook landbouw. Op de hellingen van het Zevengebergte worden druiven voor wijn verbouwd. In het westen van Duitsland, in Noordrijn-Westfalen, is dit de meest noordelijke plek waar dit gebeurt.
De 7 bekendste toppen zijn:
- Großer Ölberg (460,1 m)
- Löwenburg (455,0 m)
- Lohrberg (435 m)
- Nonnenstromberg (335,3 m)
- Petersberg (331,1 m, vroeger Stromberg geheten)
- Wolkenburg (324,0 m)
- Drachenfels (320,6 m)

## Foto's

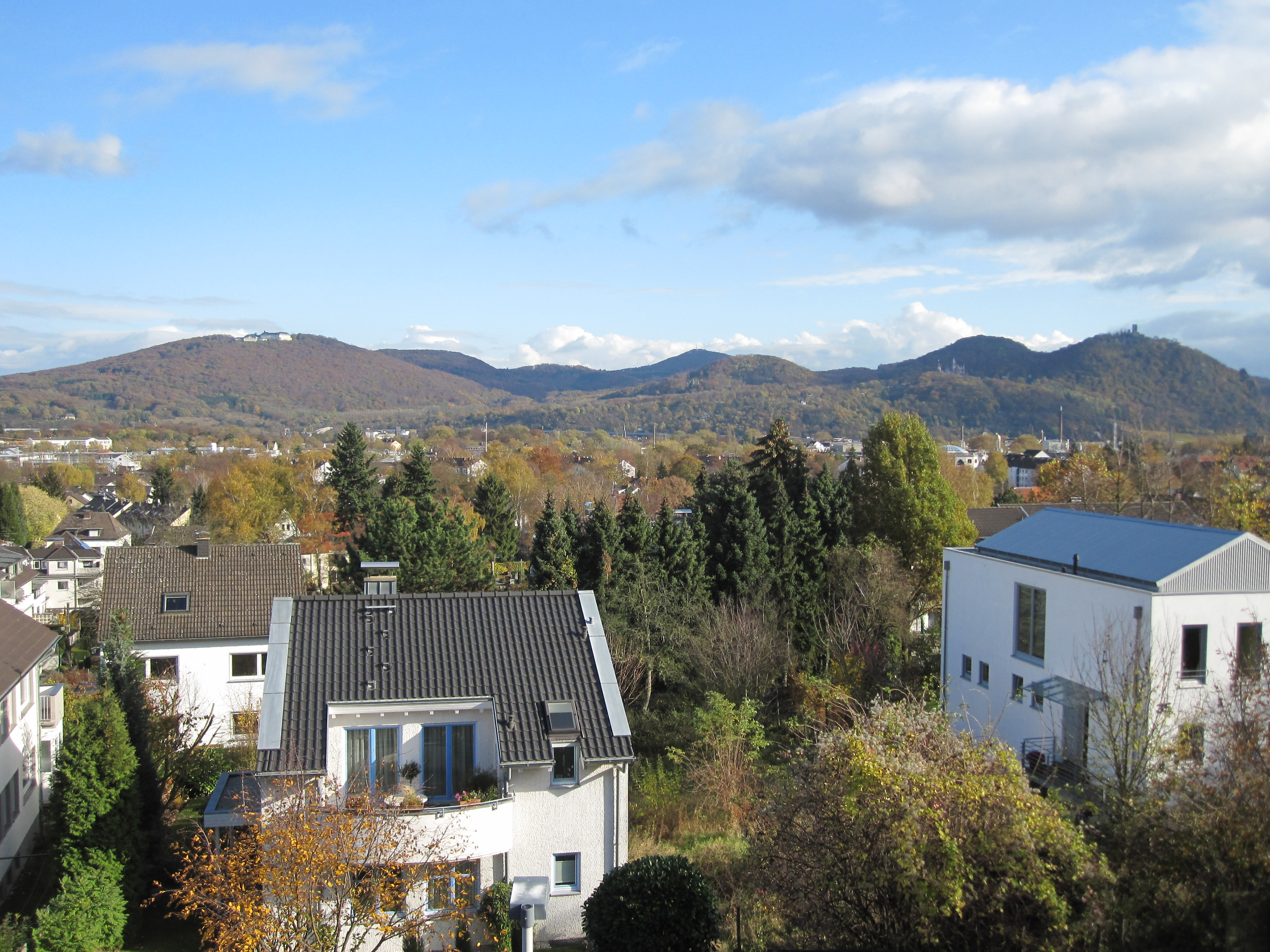
zicht op het Siebengebirge
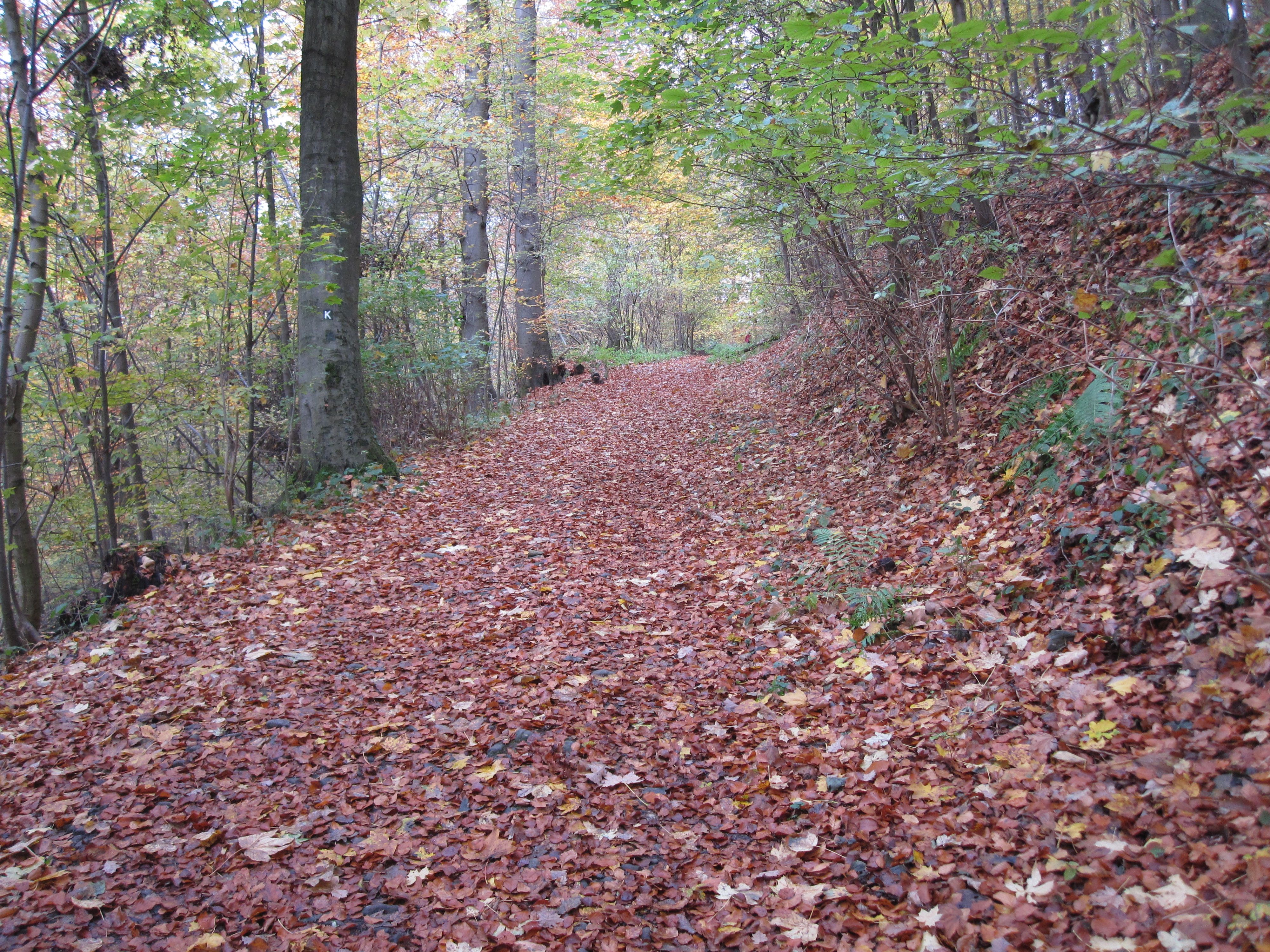
in het Siebengebirge
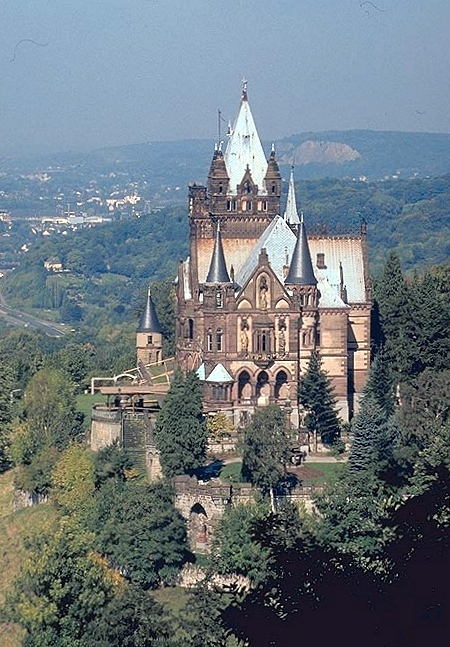
Slot Drachenburg, icoon van het Zevengebergte
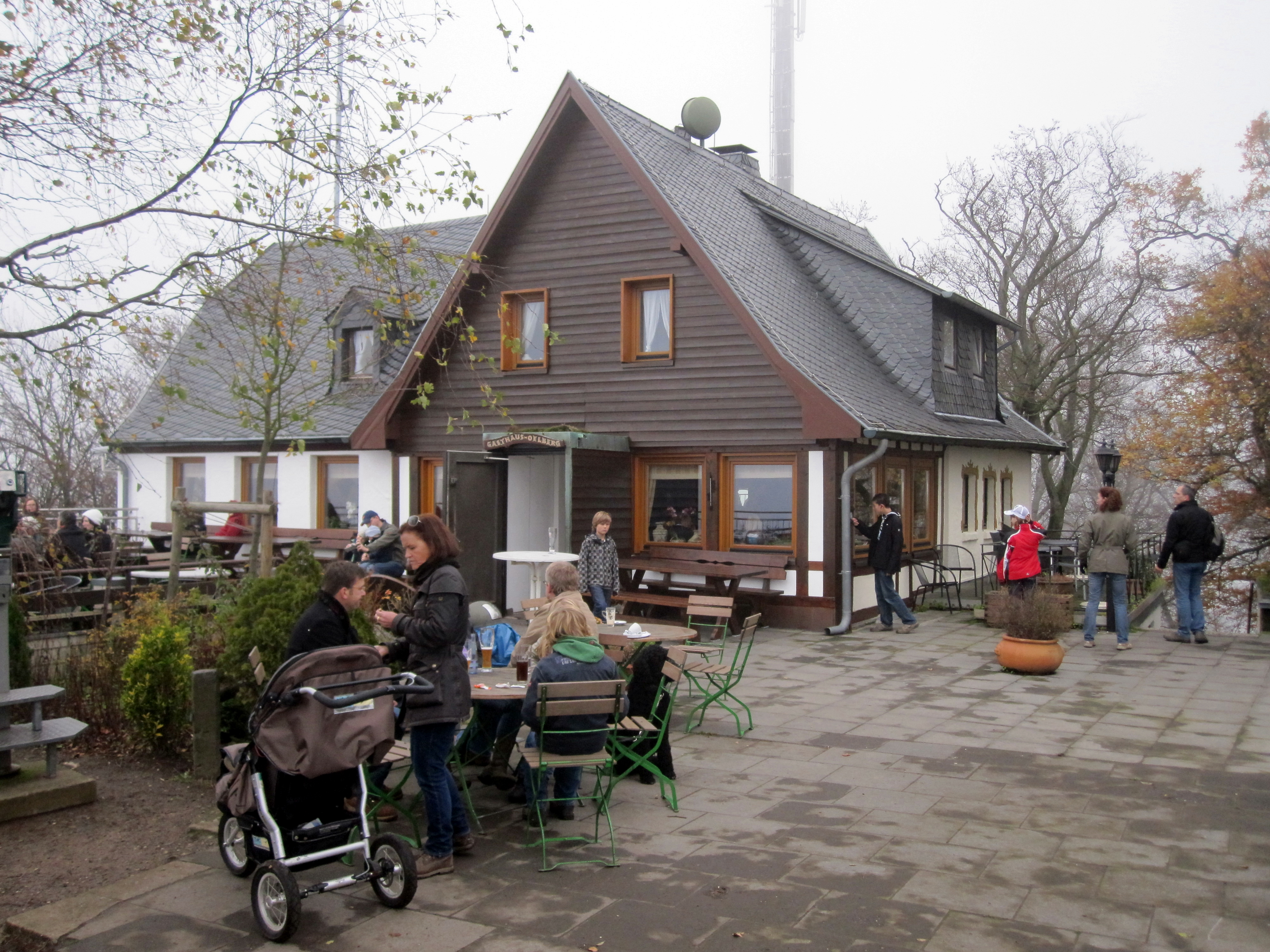
op de Grosser Ölberg
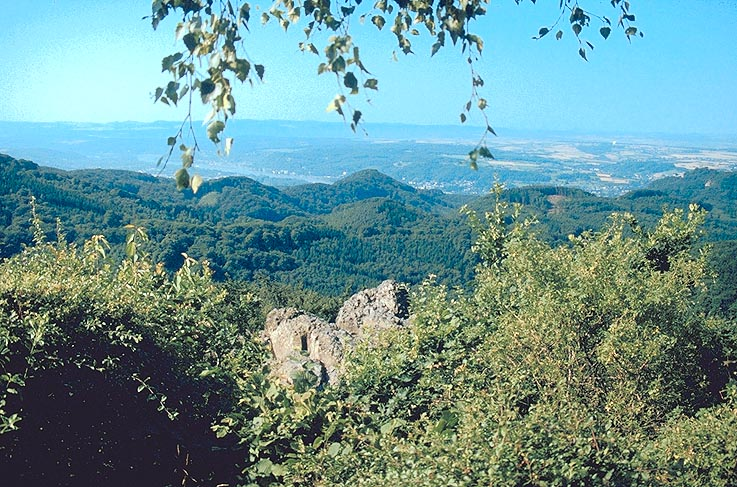
zicht vanaf de Grosser Ölberg
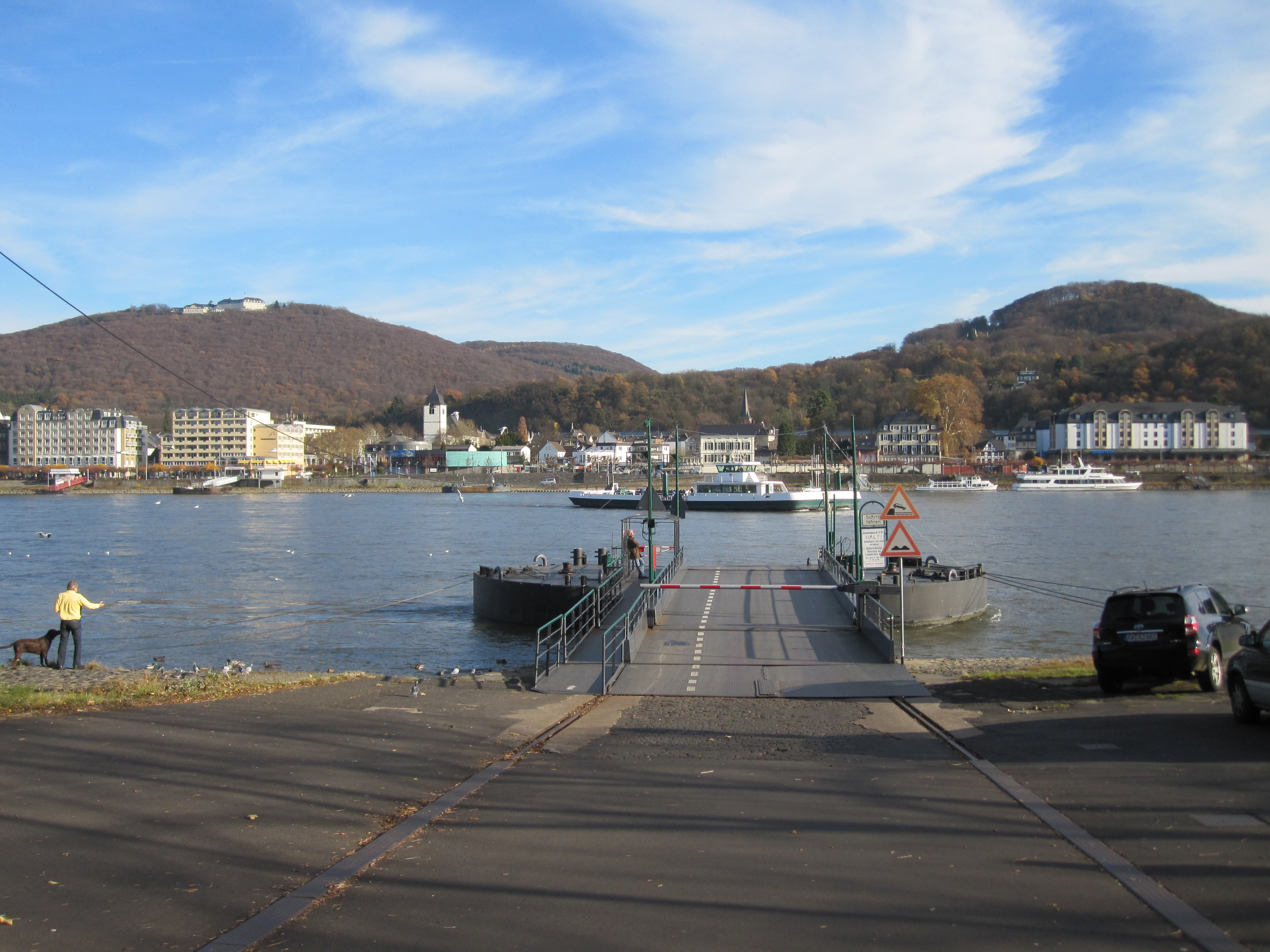
het veer in Königswinter naar het Siebengebirge
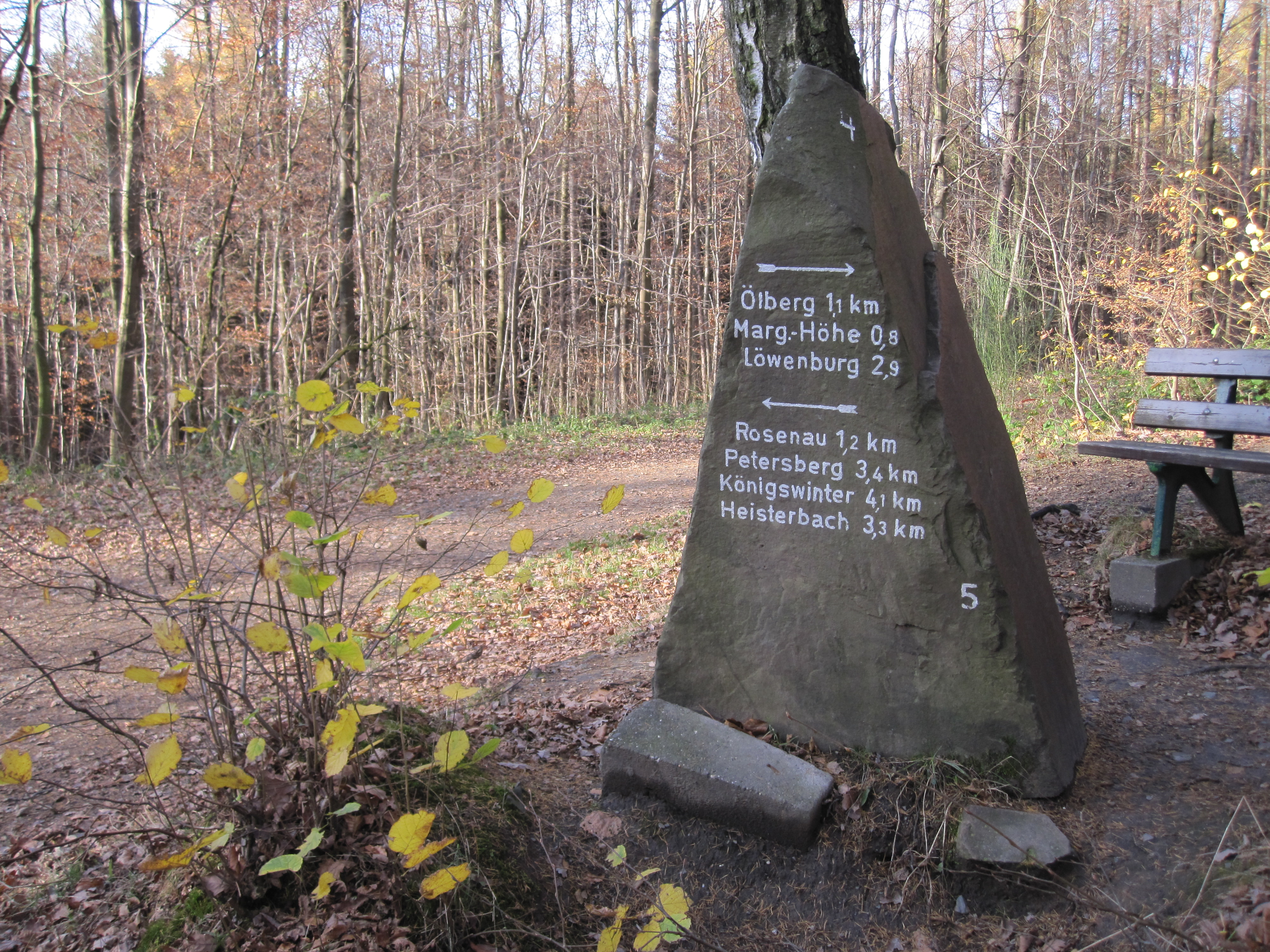
voor de richting
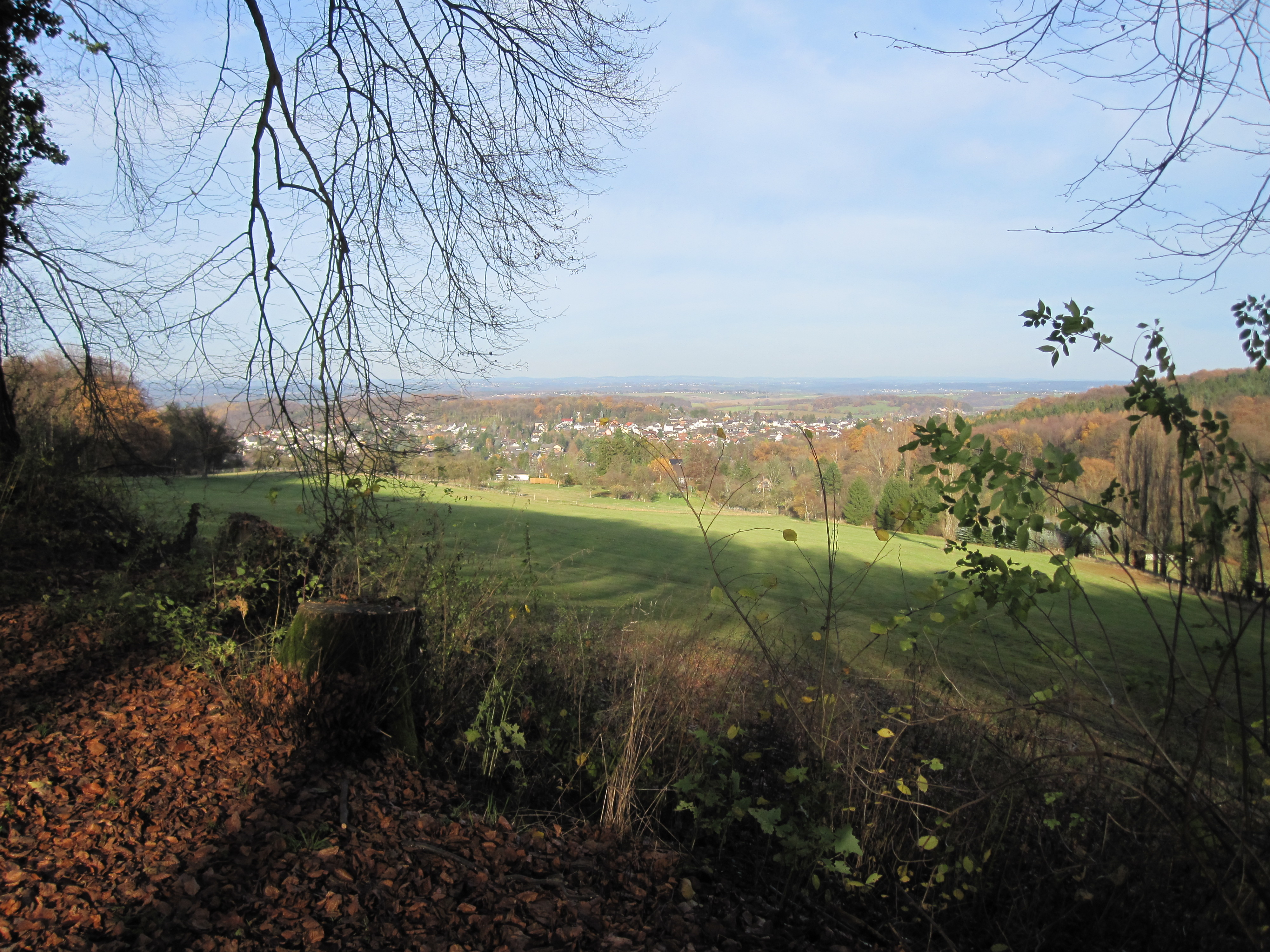
in het Siebengebirge